# Parafia św. Józefa w Złotorii
Parafia pw. św. Józefa w Złotorii – rzymskokatolicka parafia należąca do diecezji łomżyńskiej, metropolii białostockiej. Siedziba parafii mieści się w Złotorii, w województwie podlaskim.

## Historia
Parafia pw. św. Józefa została wydzielona z parafii Trójcy Przenajświętszej w Tykocinie. Erygowana w 1919 r. przez biskupa sejneńskiego Antoniego Karasia. 

## Kościół parafialny
Kościół drewniany pw. św. Józefa zbudowany w latach 1919-1920 staraniem ks. Walerego J. Nowosadko; pobłogosławiony 25.12.1919 r. prawdopodobnie przez ks. Walerego J. Nowosadko. W latach 1995–2000 staraniem ks. prob. Zygmunta Urbana został wykonany kapitalny remont dachu oraz elewacja zewnętrzna kościoła.

## Plebania
Plebania murowana wybudowana w latach 1919-1920 staraniem ks. prob. Walerego J. Nowosadko.

## Obszar parafii
W granicach parafii znajdują się miejscowości:
- Złotoria,
- Kolonia Złotoria,
- Babino.